# Françoise Gilot
Françoise Gilot (26. listopadu 1921 Neuilly-sur-Seine – 6. června 2023 Manhattan) byla francouzská malířka.

## Životopis
Narodila se roku 1921 ve městě Neuilly-sur-Seine nedaleko Paříže jako dcera podnikatele a výtvarnice. Malířství se začala věnovat již v dětství. Nejprve studovala anglickou literaturu na Cambridgeské universitě a později na Britském institutu v Paříži. První výstavu svých děl měla v Paříži roku 1943. Téhož roku se dala dohromady s o čtyřicet let starším malířem Pablem Picassem. Měli spolu dvě děti, syna Clauda (* 1947) a dceru Palomu (* 1949). Rozešli se roku 1953. Picassovou manželkou byla v té době ruská baletní tanečnice Olga Khokhlova (Chochlova). Po rozchodu s Picassem začala žít s výtvarníkem Lucem Simonem, za kterého se roku 1955 provdala; manželství se rozpadlo o sedm let později. Roku 1970 se jejím manželem stal lékař Jonas Salk. Toto manželství skončilo jeho smrtí v roce 1995. V roce 1964 vydala knihu Život s Picassem (původním názvem Life with Picasso).